# 徐乃昌
徐乃昌（1869年—1946年），字积余，晚号随庵老人，清末文人、藏书家。
出身安徽南陵世家。伯父徐文达，曾任两淮盐运使、福建按察使，堂兄徐乃光，曾任驻美国纽约首席领事。长子徐振亚，曾任常州市铁道局局长，其子徐沭裕，曾任中信银行副行长。现任中信保诚资产管理有限责任公司总经理，党委书记。中共二十大代表。徐乃昌于光绪十九年（1893年）中举，二十七年任淮安府知府，特授江南盐巡道，曾主办积谷、厘捐、赈捐和督察通海垦务。约于光绪二十八年受命考察日本学务（光绪二十九年即1903年2月成行），回国后提调江南中、小学堂事务，总办江南高等学堂，督办三江师范学堂（南京大学前身）。徐为官清正，以礼待人，重视录用、提拔有才识的人。清亡后，隐居著述和校刊古籍，成为近代著名的藏书家、学者。
著有或与他人合著《南陵县志》《安徽通志》《安徽丛书》《东游日记》等书。